# Kiefernhäher
Der Kiefernhäher (Nucifraga columbiana) ist eine Vogelart aus der Familie der Rabenvögel (Corvidae). Der grau-schwarze Vertreter der Nussknacker (Nucifraga) erreicht eine Größe von 27–30 cm und bewohnt die Rocky Mountains und ihre Nebenketten und Ausläufer. Er ist eine Charakterart der dortigen Kiefernwälder und auf die Samen verschiedener Kiefernarten spezialisiert, die er das ganze Jahr über versteckt, um sich im Winter von ihnen zu ernähren. Sein Nest baut der Kiefernhäher in den Kronen von Nadelbäumen, das Gelege wird von beiden Geschlechtern im Spätwinter und Frühjahr bebrütet.
Die englische Bezeichnung „Clark’s Nutcracker“ wurde nach dem Entdecker William Clark benannt, der den Vogel bei der Lewis-und-Clark-Expedition am 22. August 1805 zum ersten Mal sah und ihn skizzierte. Nach seinen Skizzen wurde der Kiefernhäher von Alexander Wilson beschrieben. Der Kiefernhäher steht wahrscheinlich basal in der Gattung der Nussknacker und bildet die Schwesterklade zu Tannenhäher (Nucifraga caryocatactes) und Himalayahäher (N. multipunctata). Der Bestand der Art gilt als ungefährdet, er ist aber stark von bestimmten Kiefernarten abhängig und regional von deren Rückgang betroffen.

## Merkmale

### Körperbau und Farbgebung
Der Kiefernhäher ist ein eher kleiner Rabenvogel von 27–31 cm Körperlänge. Er besitzt einen langen, dünnen und leicht gekrümmten Schnabel sowie durch sein eng anliegendes Gefieder ein schlankes Erscheinungsbild. Die Geschlechter sind gleich gefärbt, es besteht aber ein Sexualdimorphismus in Bezug auf die Körpergröße. Männchen werden im Schnitt größer und schwerer als Weibchen, die Maßbereiche überschneiden sich allerdings. Männchen erreichen eine Flügellänge von 181–202 mm und eine Schwanzlänge von 104–124 mm. Ihr Schnabel hat eine Länge von 34,8–47,8 mm, im Mittel wiegen sie 137 g. Weibchen weisen eine Flügellänge von 180–199 mm auf. Ihr Schwanz hat eine Länge von 103–117 mm, während ihr Schnabel 34,3–42,8 mm lang wird. Das mittlere Gewicht der Weibchen liegt bei 123 g. Wie alle Nussknacker verfügt der Kiefernhäher über eine Hauttasche hinter der Zunge, in der er gesammelte Samen aufbewahren kann. Sowohl Männchen als auch Weibchen besitzen einen voll ausgebildeten Brutfleck, was eine abwechselnde Bebrütung des Geleges ermöglicht.

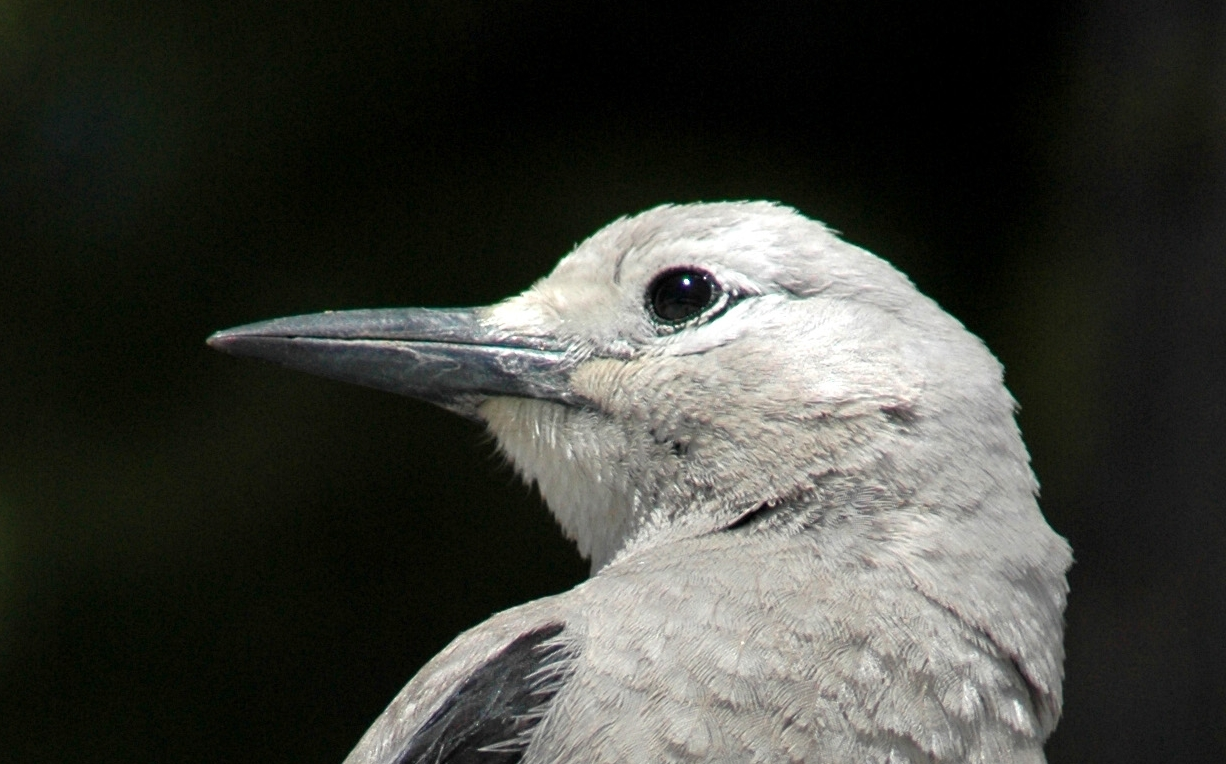
Studie des Kopfgefieders. Vor allem adulte Vögel zeichnen sich durch die weiße Zeichnung um Schnabel und Augen aus.

Die Nasalfedern, die vordere Stirn, die Wangen und das Kinn des Kiefernhähers sowie ein dünner Ring rund um die Augen sind bei adulten Tieren weiß. Der Rest des Kopfes, der Rücken und die Schulterdecken sind mausgrau, das Körpergefieder kann dabei etwas dunkler und brauner ausfallen als der Kopf. Auf dem Bürzel wird das Grau dunkler und wechselt auf den Oberschwanzdecken ins Dunkelgraue bis Schwarze. Die Bauchseite des Körpers hat die gleiche Farbe wie der Rücken, ist aber leicht heller. Die Unterschwanzdecken sind weiß. Die Schwungfedern des Kiefernhähers sind fast vollständig schwarz und mit einem metallisch-grünen Glanz überzogen. Lediglich das untere Drittel der Armschwingen ist weiß. Das mittlere Steuerfederpaar ist schwarz und glänzt leicht grün-metallisch. Beim zweitinnersten Federpaar sind die Innenfahnen und die Basis der Außenfahnen schwarz, der Rest der Steuerfedern ist einheitlich weiß. Der Schnabel ist innen und außen ebenso schwarz wie die Beine. Die Iris adulter Kiefernhäher ist braun.
Juvenile Kiefernhäher unterscheiden sich von Altvögeln nur in Details. Die Federn des Körpergefieders besitzen ocker-sandfarbene Spitzen. Auch die weiße Zeichnung des Gesichts fehlt Jungvögeln, stattdessen ist es einheitlich mausgrau. Insgesamt ist das Gefieder lockerer und das Innere des Schnabels wechselt sich erst im Lauf der Zeit von lachsfarben nach schwarz.

### Flugbild und Fortbewegung

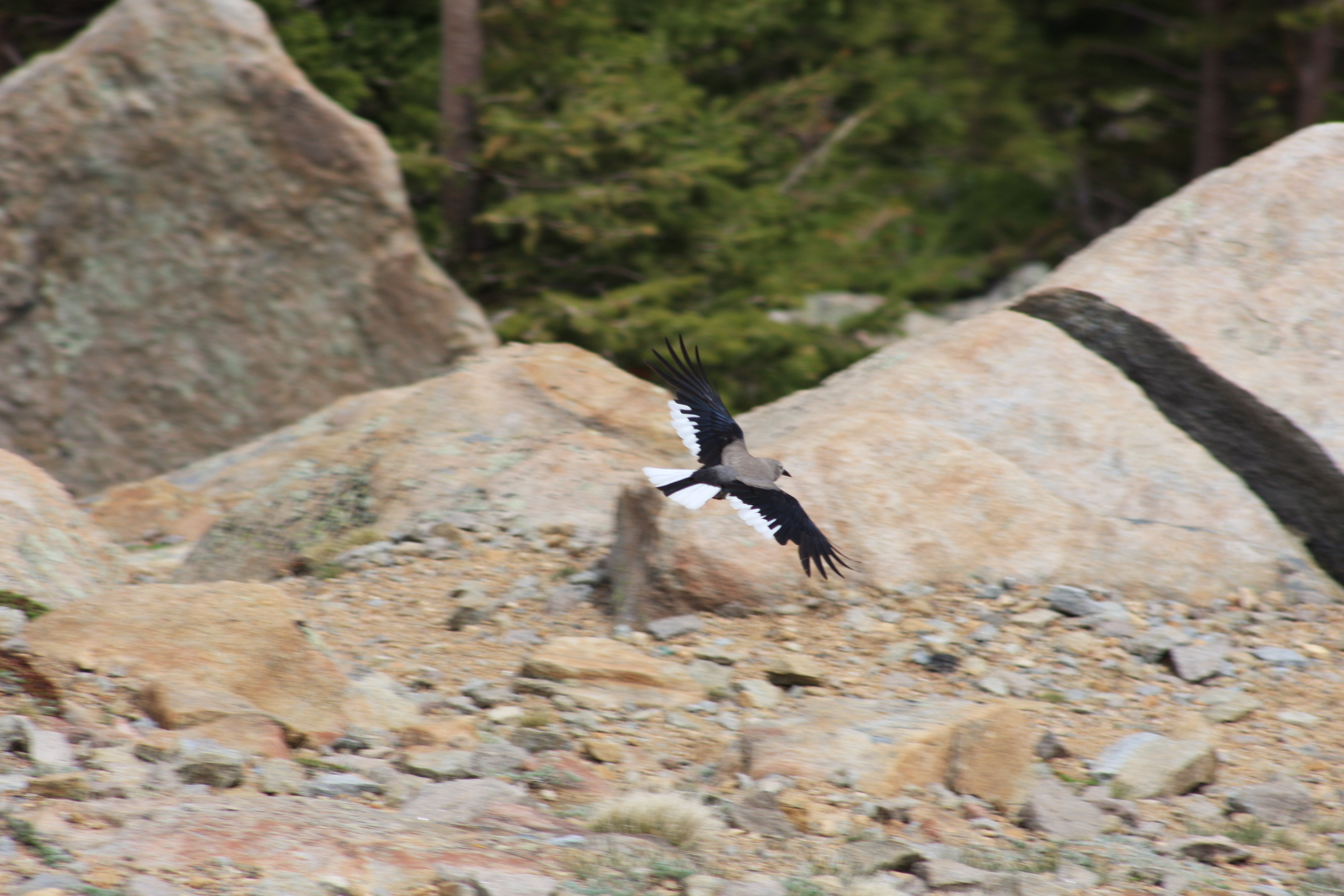
Kiefernhäher im Flug

Auf dem Boden schreiten Kiefernhäher für gewöhnlich, sie wechseln in eine hüpfende Gangart, um die Geschwindigkeit zu erhöhen. Den Kopf wenden sie dabei typischerweise nach links und rechts, um die Umgebung im Blick zu behalten. Im Geäst bewegen sich die Vögel sehr agil. Langstreckenflug des Kiefernhähers erinnert an Raben und Krähen (Corvus spp.): Er fliegt zügig mit etwa 45 km/h und kräftigen, gleichmäßigen Flügelschlägen. Dabei nutzt er auch gezielt Aufwinde und Böen. Im Flug zwischen Bäumen verfällt die Art oft in einen spechtähnlichen, wellenförmigen Flug, bei dem sie abwechselnd schnell mit den Flügeln schlägt und sie dann wieder eng an den Körper anlegt. Große Höhen bewältigt der Kiefernhäher abwärts oft im Sturzflug, wobei er sich von einer Warte hinabstürzt und dann kurz vor dem Ziel abrupt mit ausgebreiteten Flügeln abbremst. Windiges Wetter wird von Paaren oder Gruppen gerne zu akrobatischen Manövern mit Sturzflügen und Kreisen genutzt.

### Lautäußerungen
Der Kiefernhäher verfügt über keinen echten Gesang, sondern über einen Subsong und ein Repertoire aus acht bis 13 Einzelrufen. Die Grundtonfrequenz liegt zwischen 1,2 und 3,4 kHz, die Obertöne bei 5–7 kHz. Der laute, raue Anruf besteht aus drei schnellen, aufeinanderfolgenden kraak oder kraa. Jede Silbe ist 0,12–0,48 s lang, die gesamte Serie dauert durchschnittlich 2,4 s. Der Kiefernhäher verwendet diesen Ruf vor allem im Flug oder wenn keine Artgenossen in Sicht sind. Der Kontaktruf ähnelt dem Basisruf, ist aber gedehnter (0,12–0,48 s) und wird in kürzeren Serien geäußert (ein bis zwei Rufe in 2,4 s). Beide Rufe sind etwa 1 km weit zu hören.
Der Alarmruf ist eine abgewandelte Version dieser beiden Rufe. Die Silben sind hier kürzer (0,22–0,65 s) und sind in sehr schneller Folge (zwei bis sechs Rufe in 2,4 s) vernehmbar. Der Alarmruf bringt Erregung zum Ausdruck und wird in Gegenwart von potentiellen Bedrohungen und der Anwesenheit anderer Kiefernhäher geäußert. Daneben besitzt die Art auch einen melodiösen, mehrfach flektierten Ruf mit niedriger Frequenz, den Brutpartner während der Paarbildung und beim Nestbau verlauten lassen und der auch zwischen anderen Individuen mit enger Bindung geäußert wird. Häufig ist auch ein schrilles miirk oder mjiu, das das ganze Jahr über zu hören ist, vor allem von zwei Kiefernhähern auf Sitzwarten. Der Kiefernhäher verfügt darüber hinaus noch über eine Reihe weiterer, meist einsilbiger und seltenerer Rufe.

## Verbreitung und Wanderungen

Verbreitungsgebiet des Kiefernhähers. Das Artareal fällt weitgehend mit den nordamerikanischen Kordilleren zusammen.

Der Kiefernhäher bewohnt die westlichen Gebirge des nordamerikanischen Kontinents. Sein Artareal wird weitgehend durch die Verbreitung von Kiefern (Pinus spp.) mit großen, ungeflügelten Samen bestimmt. In Kanada reicht es von der Ostseite der Coast Ranges über das zentrale British Columbia bis in die Rocky Mountains in Südwestalberta. Von dort aus folgt es dem Verlauf des Gebirges nach Südwesten und Süden bis in die Sacramento Highlands von New Mexico. In Arizona umfasst es das Colorado-Plateau und reicht über den nevadischen Teil der Basin-und-Range-Provinz bis in die Sierra Nevada Kaliforniens. In Kalifornien ist das Artareal stark fragmentiert: Im äußersten Südwesten bestehen zwei kleinere Brutpopulationen, der Süden und das Kalifornische Längstal werden ausgespart. Nördlich des Längstals schließt eine Population in der Kaskadenkette an, die bis nach Washington reicht. Östlich davon existieren zwei kleinere Areale am Nordostrand des Längstals und in den Warner Mountains. In der Black Rock Desert im Nordwesten Nevadas fehlt der Kiefernhäher ebenso wie in den tiefer gelegenen Regionen Idahos, Oregons und Washingtons. Im nordwestlichen Washington schließt es in der Kaskadenkette an die kanadischen Vorkommen an. Am mexikanischen Cerro Potosí besteht ein stark isoliertes, aber stabiles Brutvorkommen.
Üblicherweise ist der Kiefernhäher ein Standvogel, der nur im Winter aus subalpinen Zonen in tiefere Lagen wandert, wenn die dort ansässigen Kiefernarten keine Zapfen mehr produzieren. Das kann unter günstigen Umständen erst im November, unter ungünstigen bereits im August erfolgen. Nach der Brutzeit wandern die Vögel im Spätfrühjahr wieder zurück in die subalpinen Lagen. Wie auch beim Tannenhäher kann es gegen Spätsommer und Frühherbst bei geringem Nahrungsangebot zu irruptiven Wanderungsbewegungen kommen. Dabei wandert der Kiefernhäher teils ins Piñon-Juniper-Tiefland, teils nach Süden und Osten, wo sie dann auch überwintern. Die östlichsten Nachweise der Art liegen in Westontario, Zentralmanitoba, Pennsylvania sowie Illinois und Arkansas.

## Lebensraum
Charakteristisches Merkmal aller von Kiefernhähern genutzter Lebensräume ist ein ausreichendes Vorkommen von großsamigen Kiefernarten (Pinus spp.). Das typische Habitat der Art besteht in montanen und subalpinen Kiefernwäldern mit großsamigen Arten. Dabei handelt es sich einerseits um typische Piñon-Juniper-Gesellschaften aus Pinyon-Kiefern und Wacholderarten (Juniperus (Sabina) spp.), andererseits um stärker montane und subalpine Gesellschaften mit Jeffrey-Kiefern (P. jeffreyi) beziehungsweise Biegsamen (Pinus flexilis) oder Weißstämmigen Kiefern (P. albicaulis). Die vom Kiefernhäher genutzten Waldgesellschaften sind für gewöhnlich offen oder halboffen und neben den entscheidenden Kiefernarten meist von anderen Nadelbäumen bestanden, etwa Küsten-Tannen (Abies grandis) oder Douglasien (Pseudotsuga menziesii).
An das Bruthabitat stellt die Art besondere Anforderungen. In Kanada und den nordwestlichen Vereinigten Staaten ist es für gewöhnlich offen, parkähnlich und wird von Gelb-Kiefer (Pinus ponderosa) dominiert. Die vertikale Verbreitung reicht in British Columbia von 0 bis auf 2600 m, in Alberta von 1000 auf 3840 m. Bevorzugt werden über das gesamte Verbreitungsgebiet hinweg Höhenlagen von 900–3700.

## Lebensweise

### Ernährung

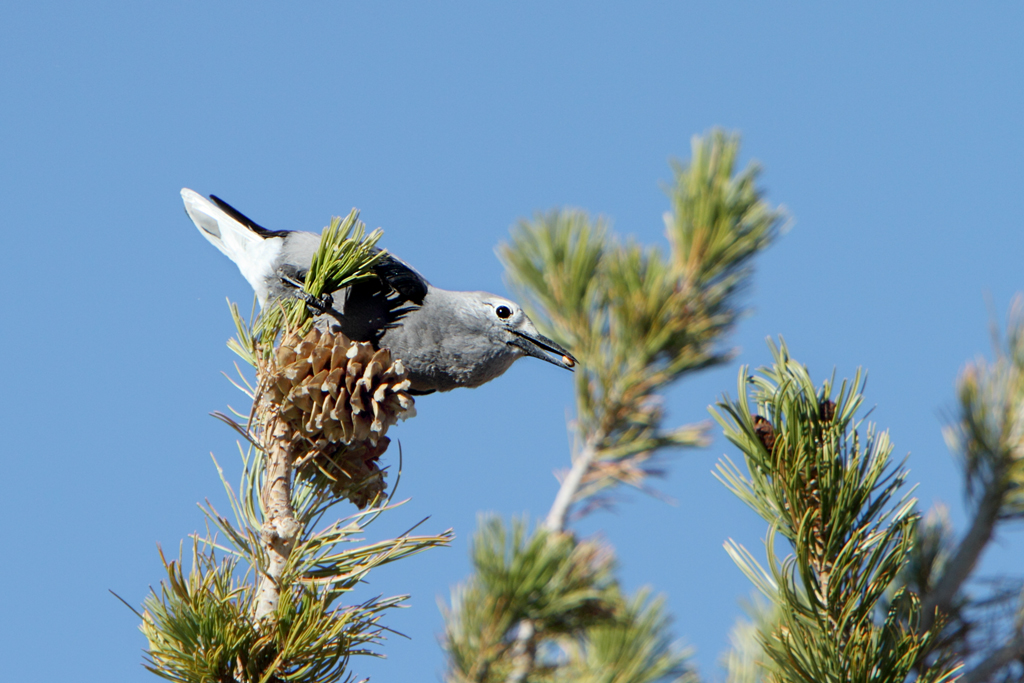
Ein Kiefernhäher mit dem Samen einer Biegsamen Kiefer (Pinus flexilis). Große, ungeflügelte Samen verschiedener Kiefernarten sind die Hauptnahrung der Art.

Die Hauptnahrung besteht aus Samen. Bei Samenknappheit werden auch Insekten, Nüsse, Früchte, Beeren, Eier und kleine Säugetiere verspeist. Unter der Zunge befindet sich eine Art Beutel, mit dem er die Samen, die er an Kiefern sammelt, über längere Flugdistanzen transportieren kann. Zusätzlich kann er noch Samen im Schnabel halten. Wie die Eichhörnchen versteckt er über das Jahr verteilt den größten Anteil der Samen für Notzeiten im Boden und hat dabei ein erstaunliches Gedächtnis beim Wiederfinden, wie Laborstudien gezeigt haben. Einige Biologen gehen davon aus, dass bestimmte Kiefernbäume auf den Kiefernhäher angewiesen und von ihm abhängig sind bei der Verteilung ihrer Samen. Die Samen können demnach nicht allein fortbewegt werden, sondern müssen durch diese Tiere bewegt werden!

### Fortpflanzung und Brut

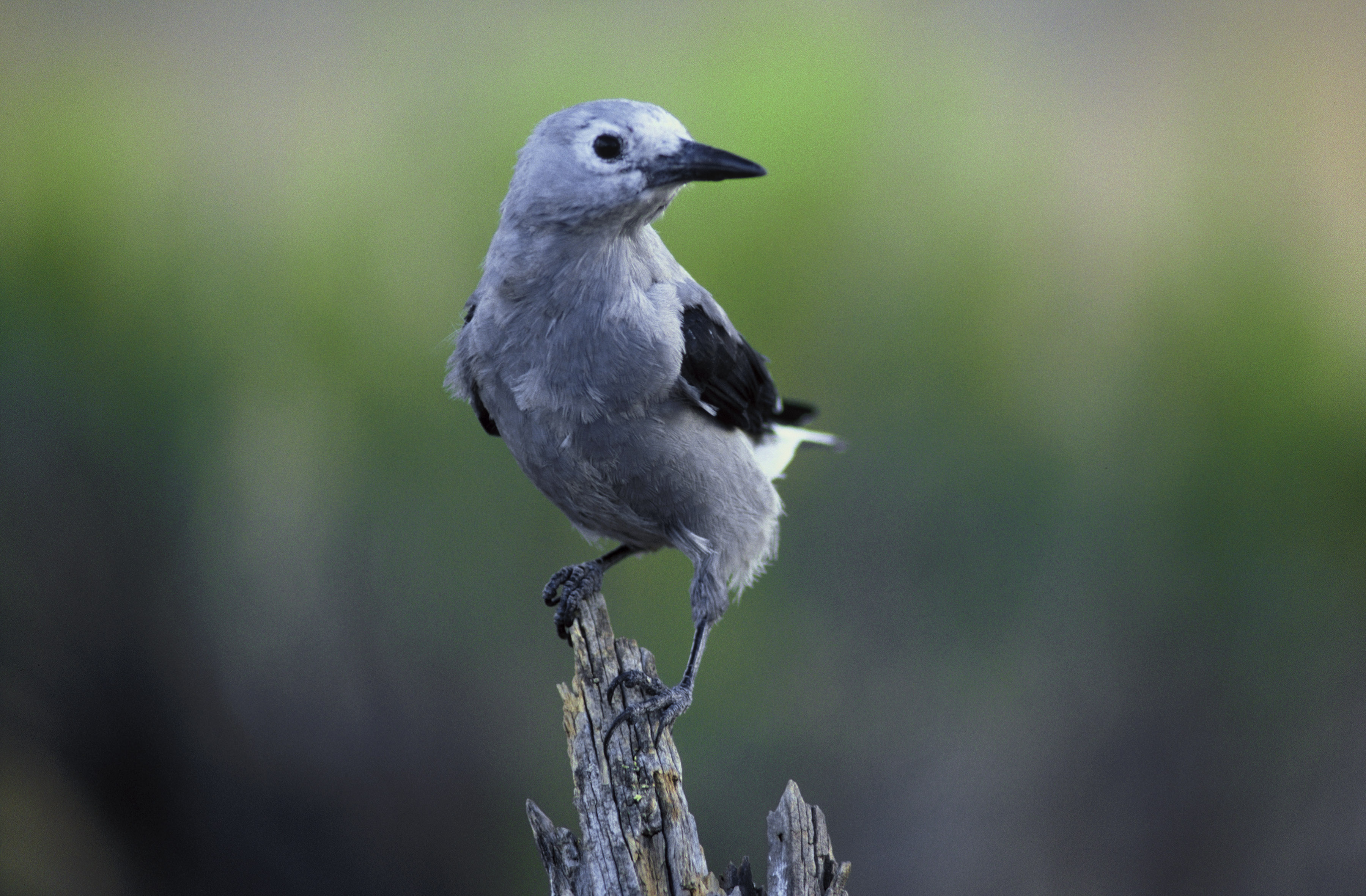
Kiefernhäher in Oregon, USA

Bei den Kiefernhähern beteiligen sich Männchen und Weibchen am Brutgeschäft. Das Gelege besteht aus  zwei bis vier (manchmal auch sechs) Eiern, die in einem Zeitraum von 16 bis 18 Tagen ausgebrütet werden. Nach drei Wochen verlassen die Jungen das Nest und verweilen noch mehrere Monate bei den Alttieren, bei denen sie lernen die Samen zu sammeln und zu verstecken.